# Milada Blažková
Milada Blažková   (Praga, 30 de maig de 1958) va ser una jugadora d'hoquei sobre herba txeca que va competir sota la bandera de Txecoslovàquia durant les dècades de 1970 i 1980.
El 1980 va prendre part en els Jocs Olímpics de Moscou, on guanyà la medalla de plata en la competició d'hoquei sobre herba.